# Lepidium ruderale
Lepidium ruderale là một loài thực vật có hoa trong họ Cải. Loài này được L. mô tả khoa học đầu tiên năm 1753.